# 밥 돌
로버트 조지프 "밥" 돌(영어: Robert Joseph "Bob" Dole, 1923년 7월 22일~2021년 12월 5일)은 미국의 공화당 정치인으로 캔자스주를 대표하여 연방 하원(1961년~1969년)과 연방 상원(1969년~1996년)을 지냈으며 1996년 미국 대통령 선거를 위하여 공화당 후보였다.
돌은 캔자스주 입법부(1951년~1953년)에 지내면서 자신의 정치 경력을 시작하였고, 후에 러셀군을 위하여 검사로서 4개의 기간을 지냈다. 1961년부터 1969년까지 캔자스주 연방 하원을 지내고, 그후 1996년까지 캔자스주 연방 상원을 지내며 소수당과 다수당 원내대표로서 타이틀을 얻었다. 1976년 제럴드 포드의 러닝메이트로서 패배 후에 돌은 1996년 대통령을 위하여 출마하였으나 재선을 이긴 빌 클린턴 대통령에게 패하였다. 정계를 떠난 이래 돌은 몇몇의 책을 썼고, 법률을 실행하였으며 소비품들을 위한 대변인으로서 다수의 출연을 이루었다.
그는 첫 부인과 이혼한 후 1975년 엘리자베스 핸퍼드와 재혼하였다. 두 번째 부인 엘리자베스는 1980년대에 연방 교통부와 노동부 장관을 지냈고, 2002년 연방 상원의원에 선출되어 밥과 엘리자베스 돌 부부는 미국에서 정치인 부부로 유명하다.

## 어린 시절
캔자스주 러셀에서 태어났다. 부친 도란은 달걀과 아이스크림을 팔은 매점을 운영하였고, 모친 비나는 여행을 다니는 여자 판매원으로서 싱어 재봉틀과 청소기를 팔았다. 돌은 형제 케니와 2명의 누이 글로리아와 노마 진이 있었다.
1930년대 대공황이 부딪쳤을 때 돌 가족은 종말을 맞추는 데 분투해야 했다. 가족은 자신들의 저택의 지하실로 이주하였고, 윗층을 유전 근로자들에게 임대하였다. 돌의 부모는 자신들의 노력과 희생의 가치를 그에 스며들게 하였고, 둘다 돌의 이후의 생애에 큰 역할을 하였다. 그의 부모는 또한 강한 종교 육성을 주기도 하였다. 돌은 한번 "작은 타운에서 젊은이로서 나의 부모들은 나에게 정부가 아닌 하나님에 신뢰하고 전혀 둘을 혼동하지 말라고 가르쳤다."고 설명하였다.
청년으로서 돌은 보이스카웃의 회원이었으며 또한 스포츠를 활약하여 몇몇의 올컨퍼런스 팀들에 우승을 차지하였다. 그는 신문 배달원과 지방 도슨 약국에서 소다수 판매원으로 일하였다. 약국의 주인은 돌을 "좋은 일꾼"으로 기억하였다. 1941년 고등학교를 완료한 후, 돌은 약국에서 일했던 동안 자신이 만났던 의사들에 의하여 영감을 받은 캔자스 대학교에 참석하여 사전 의료 프로그램에 등록하였다.

## 군사 복무
돌의 대학 경력은 곧 미국의 제2차 세계 대전으로 참전에 의하여 중단되었다. 1942년 그는 미국 육군에 입대하여 1943년 초순에 현역으로 소환되었다. 미국에서 훈련 프로그램들을 완료에 돌은 전투 보병 장교가 되어 로마 근처에서 비교적 안전 지역에서 복무하는 데 1944년 이탈리아로 보내졌다. 다음해 돌은 북부 이탈리아 포강 유역 근처에 있는 주둔지로 옮겨졌다. 그 지방은 아직도 독일의 기관총 소굴을 보유하였고, 돌의 비교적 전투 경험의 작은 양에 불구하고 그는 그것에 대항하는 공격을 지도하는 데 명령을 받았다. 공격이 일어났던 날에 돌은 그것을 "나의 일생을 바꾼 날"로 놓았다.
공격이 있던 동안 육군 무선 기사는 불발 아래로 내려갔다. 그를 구출하는 자신의 시도에 돌 자신은 심하게 상처를 입었다. 전쟁에 이어 군의관들에 의한 시험들에 의하면 돌은 다음과 같은 부상들을 입었다고 한다 - 부서진 오른쪽 어깨, 자신의 목과 등뼈에 척추골절, 목 아래로 마비, 그의 몸을 통하여 금속 파편과 손상된 신장. 군의관들은 그가 생존할 것 같지 않은 것으로 돌을 시험하였다.
몇몇의 수술들과 광범위한 재활 후에 돌은 살았던 것 뿐만 아니라 여태까지 기대했던 것보다 더욱 나은 회복을 이루었다. 돌을 위한 단 하나의 느린 신체적 한계들은 그의 마비된 오른손과 팔이었고, 공개 출연들 중에 그는 펜을 덜 특이하게 보이게 하는 데 가끔 그것을 자신의 오른손에 간직한다. 그의 회복이 있던 동안 러셀 공동체는 그에게 성원의 거대한 양을 보였고, 그 성원의 유품으로서 돌은 기부금들이 아직도 수집된 자신의 의료 비용들을 향한 엽궐련 상자를 아직도 간직한다. 자신의 군사 복무로 돌은 2개의 퍼플 하트 훈장과 하나의 동성훈장이 수여되었다. 자신의 회복 동안 돌은 또한 자신이 시간을 보낸 미시간주 병원에서 간호원으로 일했던 자신의 첫 부인 필리스 홀든을 만나 1948년 6월 결혼하였다.
회복의 3년 이상을 세월 후에 돌은 교육을 위한 재정적 원조와 함께 베테랑들을 마련한 G. I. 빌의 좋은 기회를 이용하였다. 처음에 그는 자유과를 전공하는 데 애리조나 대학교에서 수학하였다. 거기서 1년 후에 그는 토피카에 있는 워시번 대학교에서 법학을 전공하는 데 캔자스주로 돌아갔다. 재학 동안 돌은 정계로 들어가는 데 용기를 얻었다. 돌은 캔자스주 입법부를 위하여 공화당 후보로서 출마하여 이겼다. 당시 일종의 온건자였던 돌은 "만약 너가 캔자스주 정치에서 정말로 뭔가 하고 싶어한다면 넌 너 자신을 공화당원으로 선언하는 것이 나을 것이다."라고 말을 한 공화당의 당수 존 우크로부터 조언에 의하여 자신의 당의 제휴에서 영향력을 받았을 것이다. 1952년 돌은 자신의 학부과정과 법학 학위들을 받아 법정으로 수용되어 자신의 고향 러셀에서 법률 실행을 시작하였다.

## 정치 경력

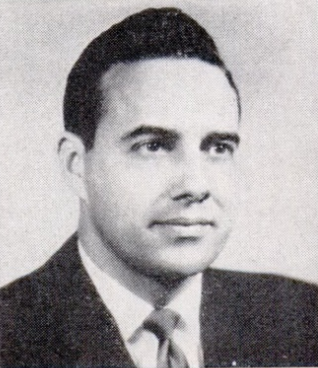
1961년의 밥 돌

1950년대 초반은 5개의 10년 세월동안 지속된 공무원으로서 돌의 이름난 경력의 시작을 특정지었다. 돌은 1953년까지 앞서 말한 주의 입법부 공석을 보유하였다. 자신의 기간이 끝난 후, 그는 러셀군의 지방 검사의 직위를 차지하였다. 1961년 그는 퇴직하는 현임자에 의하여 비워질 무렵에 연방 하원의원에서 의석을 위하여 출마하는 데 용기를 얻었다. 돌이 자신의 고향의 외부에서 적은 이름의 인정을 가졌기 때문에 그의 선거 운동은 돌 제품의 무료 주스의 수백잔과 "당신은 돌과 함께 두려워 할 일이 없어요"라는 사인을 지닌 프랑켄슈타인 인체 모형과 함께 한 관을 다루는 "Dolls for Dole" (돌을 위한 인형들)로 불린 노래부르는 여성 단체로서 그런 장치들을 나타냈다. 그는 또한 자신의 딸 로빈 (1954년생)이 "I'm for Daddy - Are You?" (난 아빠를 위해서요 - 너가?)라고 말한 깃발을 입혔다.
돌은 공화당 후보 지명을 이겼고, 자신의 민주당 상대에 선거를 쉽게 이기러 갔다. 돌은 두번이나 더 의회로 재선을 이겨 이 시기 동안 인기없는 신념을 가까이 하는 데 옹호하는 보수주의자로서 명성을 얻었다. 이 인기없는 직위들 중에 하나는 자신의 두번째 의회 기간을 거의 잃게 한 운동인 1964년 대통령을 위하여 배리 골드워터를 지지한 것이었다.

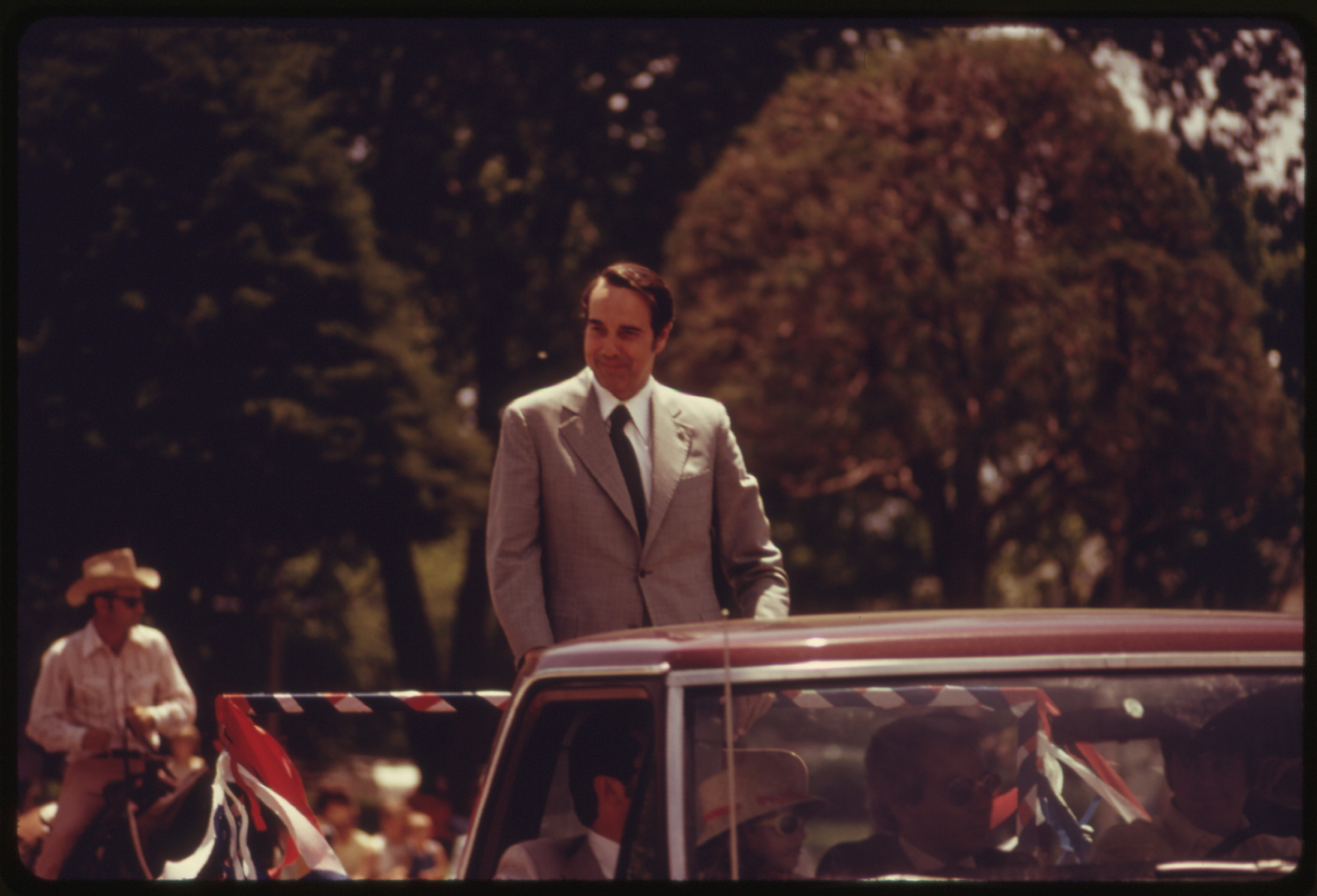
1974년 캔자스주 엠포리아에서

의회에서 자신의 3번째 기간의 말기에 돌은 미국 정부에서 더욱 영향적인 직위를 위하여 시도하는 데 결정하였다. 캔자스주에서 온 장기적 상원은 돌에게 자신이 퇴직하고 있었고, 돌이 의석을 위하여 선거 운동을 벌이기 시작하는 데 망설이지 말아야 한다는 것을 말하였다. 돌은 똑같은 정력과 세월들 전에 하원에서 자신의 의석을 위하여 자신이 출마한 결심과 함께 이렇게 하였다. 돌은 리처드 닉슨이 대통령으로 당선된 동년에 연방 상원으로 선출되었다. 돌은 민주당의 비판들에 대항하는 닉슨을 위하여 주창자가 되었고, 닉슨 행정부는 주목하였다. 닉슨은 돌에게 조언자가 되어 1971년 공화당 전국위원회 의장으로 임명하는 데 그를 도왔다.

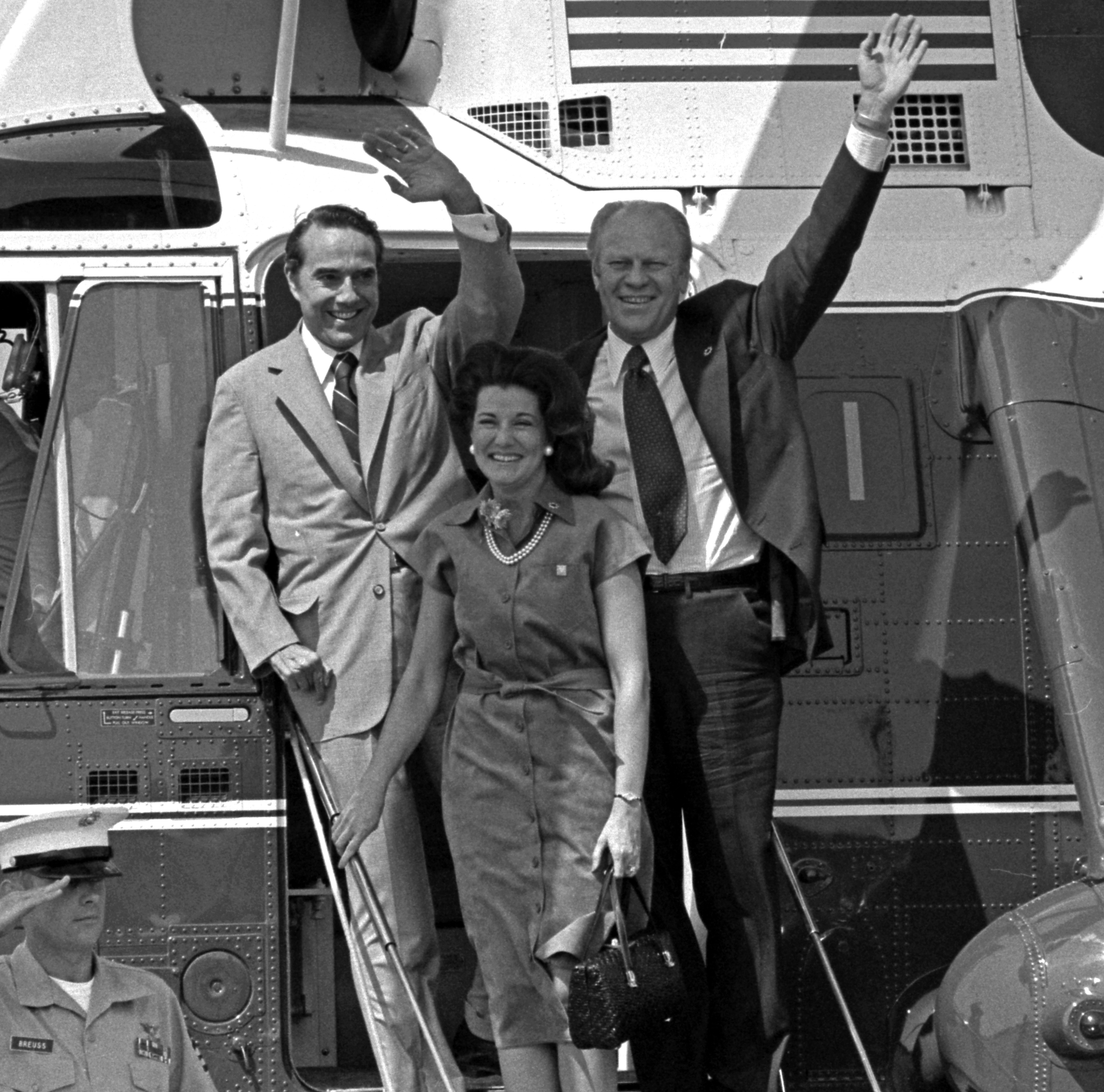
제럴드 포드 대통령과 함께 한 돌 부부 (1976년)

이어진 해 초순에 돌은 자신의 첫 부인과 이혼을 최종적으로 승인하였다. 정치와 업무로 그의 헌신은 자신의 결혼 생활과 가족 생활에 그 손해를 끼쳤으며 전체의 한해 동안 그는 그의 부인과 딸과 함께 단 둘의 식사를 하였다. 돌의 장기적 결석에 불구하고, 그의 전 부인은 23년 이상의 자신의 남편이 자신에게 그가 그들의 결혼 생활을 끝내기를 원했다는 것을 말했을 때 자신이 "꽤 놀랐다"고 말하였다. 그들이 이혼한 해 돌은 1975년에 자신의 두번째 부인이 된 엘리자베스 핸퍼드를 만났다. 부부는 오늘날 결혼된 것으로 남아있다.
돌은 1996년까지 상원을 지냈으며 1974년, 1980년, 1986년과 1992년에 재선을 이겼다. 이 시간 동안 그는 많은 위원회들의 의장을 맡고 "자객"으로서 명성은 물론 보수적 투표 기록을 설립하였다. 이 서술적 묘사는 그가 지혜 없는 것으로 생각한 정책 혹은 제안들에 대항하는 말을 단호하게 하는 것에 돌의 평판으로 언급한다. 이 품질은 1976년 미국 대통령 선거에서 그가 제럴드 포드의 러닝메이트로서 선택된 것에 중요한 사실이었다. 하지만 선거가 있던 동안 그는 제1차 세계 대전, 제2차 세계 대전, 한국 전쟁과 베트남 전쟁이 "민주당의 전쟁들"로 지내온 것게 관하여 자신이 만든 소감으로 넓게 비판을 받았다. 이 소감이 선거 운동이 실패한 하나의 이유였다는 것이 가능하였고, 민주당의 지미 카터가 최후적으로 대통령에 선출되었다.

1996년 미국 대통령 선거 결과를 보여주는 지도 (청색이 빌 클린턴, 적색이 돌)

하지만 돌의 백악관 희망들은 실패한 1976년 선거 운동과 낙담되지 않았다. 그래도 다음에 돌은 자신이 대통령직을 위하여 출마하는 데 의도하였다. 그는 1980년 그리고 다시 1988년 공화당 예비 선거에 들어갔다. 1985년부터 1987년까지 임시 대행 상원의 다수당 원내대표, 그리고 1987년부터 1985년까지 상원의 소수당 원내대표로서 지낸 것에 불구하고 그는 둘다 패하였다. 1996년 다수당 원내대표의 직위를 다시 보유한 동안 돌은 결국 공화당 예비 선거를 이겼고, 대통령으로서 두번째 기간을 위하여 출마하고 있었던 빌 클린턴을 상대로 겨루게 되었다.
그러나 돌의 선거 운동은 최소한 하나의 주요 방향에서 출마하는 포드 행정부를 닮았으며 돌은 자신 소유의 최악의 적으로 지낸 것에 가끔 비판을 받았다. 그는 클린턴에게 선거를 패하였고 대통령직을 위하여 출마에 완정히 전념하는 데 예비 선거를 이긴 후 상원으로부터 사임을 하여 선출된 공무원의 생활을 영원히 떠났다.

## 이후의 세월

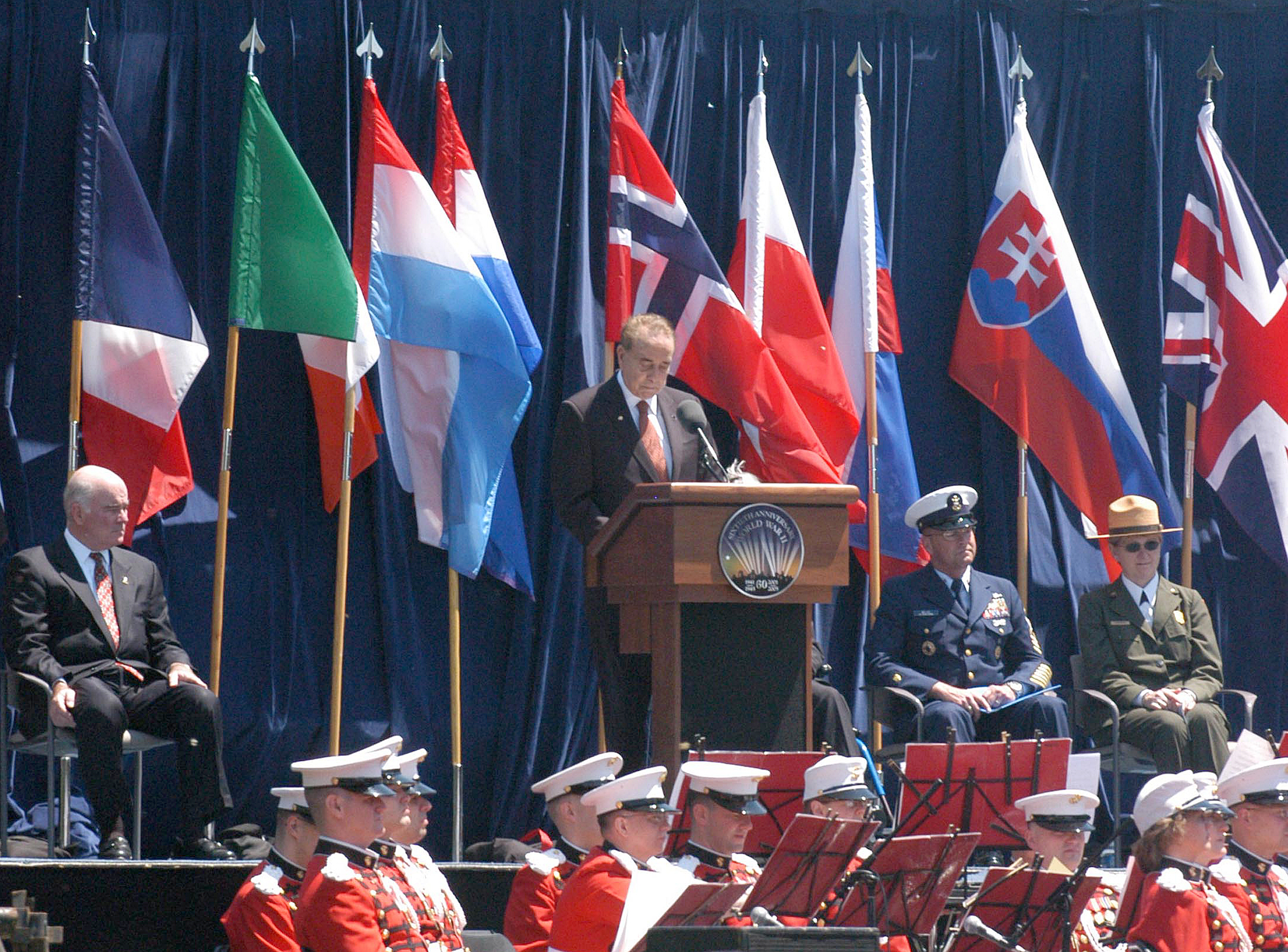
2005년 유럽 전승 기념일 60주년에서 연설하는 돌

자신의 대통령 선거 출마 후 세월에 돌은 자신의 시간과 정력을 자신의 로펌, 정치 활동, 참여 연설과 자선 활동에 헌납하였다. 그는 또한 널리 보였던 실데나필 광고에 출연하기도 하였다. 또한 공화당 상원인 그의 부인 엘리자베스 여사는 2008년 선거에서 자신의 의석을 패하였다. 돌은 아직도 장기적으로 지낸 공화당의 당수를 위한 기록을 보유한다.
직무에 없던 동안 돌은 최근의 세월에 돌은 정치에서 자신의 지배력을 지켰다. 그는 2012년 미국 대통령 선거 운동에서 밋 롬니 후보를 뒷바침하였다. 그는 그해 11월 건강 위기를 가져 월터 리그 육군 의료소에서 어떤 시간을 보냈다. 돌은 자신의 병원 침대로부터 자신의 전 동료들에 압력을 가하여 장애인 입법과 함께 사람의 대회를 위하여 그들이 투표하도록 하려고 노력하였다. 자신의 퇴원 후, 그는 법안을 위하여 성원을 얻는 데 자신의 노력들을 지속하였으나 통과하는 데 충분한 투표들을 획득하지 않았다.

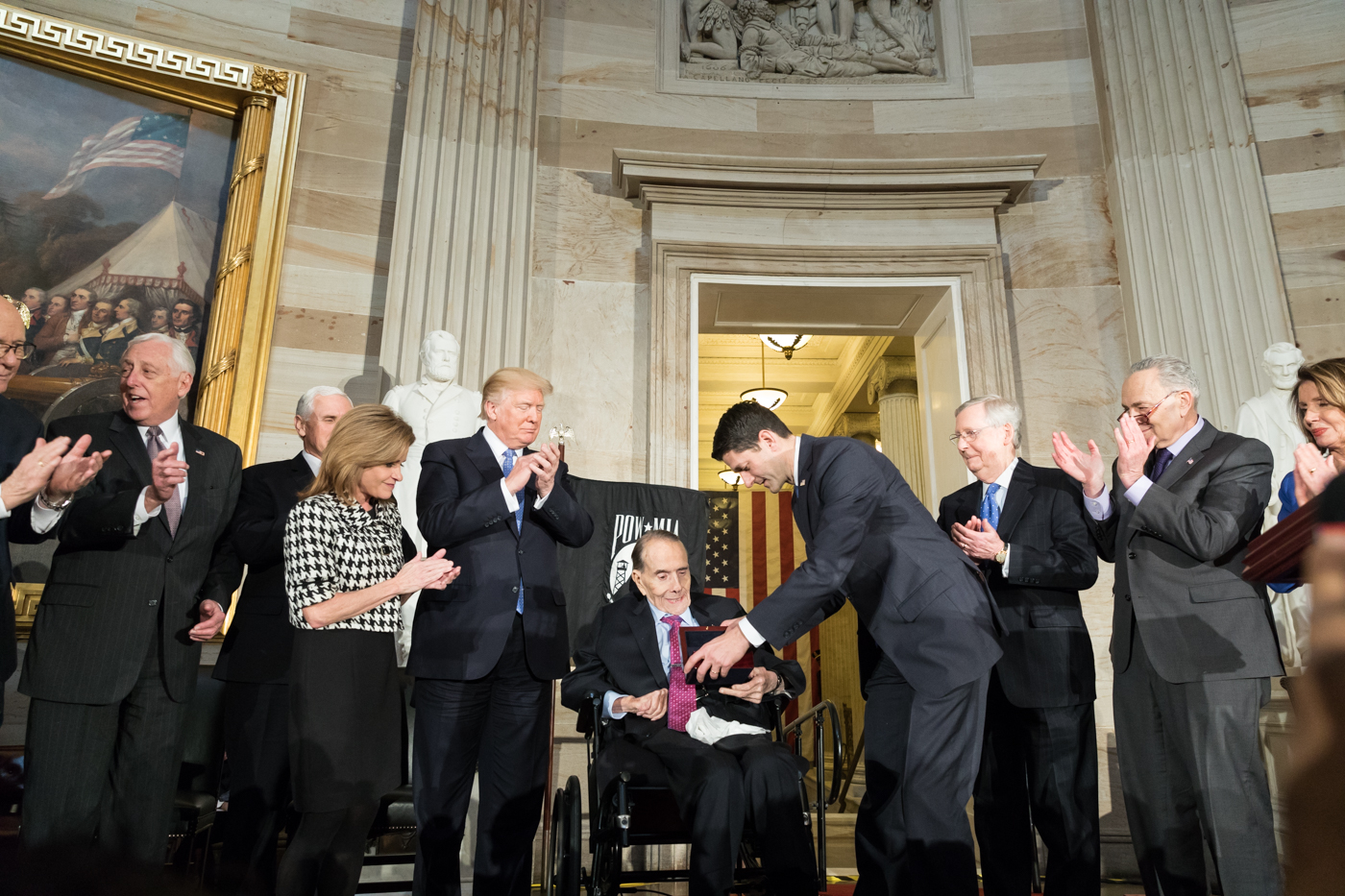
2018년 1월 17일 돌에게 의회 명예 황금 훈장이 수여되는 모습

2013년 국방장관을 위하여 버락 오바마 대통령의 선택 척 헤이글의 확인 청문회가 있던 동안 자신이 헤이글을 후원했을 때 돌은 다시 한번 정치적 싸움으로 들어갔다. 인터내셔널 비즈니스 타임스에 발행된 서술문에서 돌은 "헤이글의 지혜와 용기는 국방장관이 되어 우리 군대의 남성과 여성들을 지도하는 데 그가 고유한 자격을 가지게 만든다. 척 헤이글은 중요한 시간에 예외적인 지도자가 될 것이다."라고 말하였다.
자신의 정계 은퇴 이래 돌은 또한 회고록 〈한 군인의 이야기〉를 포함한 다수의 책들을 공동 저서하기도 하였다.
2018년 1월 17일 돌은 "군인, 입법자와 정치가"로서 국가에 자신의 봉사로 도널드 트럼프 대통령과 2당파의 의회 지도자들로부터 의회 명예 황금 훈장을 받았다. 캔자스주 상원 팻 로버츠는 겨우 이틀에 전체 100명의 상원들로부터 상을 위하여 그가 성원을 선전하였다고 하면서 돌에게 "당신은 영웅입니다."라고 말하였다.
2021년 12월 5일 폐암으로 98세의 나이로 사망하였다.

## 같이 보기
- 프리메이슨 목록

## 역대 선거 결과
| 선거명      | 직책명                       | 대수  | 정당   | 득표율 | 득표수 (선거인단)    | 결과 | 당락                   |
| ----------- | ---------------------------- | ----- | ------ | ------ | -------------------- | ---- | ---------------------- |
| 1950년 선거 | 하원의원 (캔자스 제81선거구) | 45대  | 공화당 | 58.83% | 2,576표              | 1위  | 캔자스 하원의원 당선   |
| 1960년 선거 | 하원의원 (캔자스 제6선거구)  | 87대  | 공화당 | 59.25% | 62,335표             | 1위  | 캔자스주 하원의원 당선 |
| 1962년 선거 | 하원의원 (캔자스 제1선거구)  | 88대  | 공화당 | 55.83% | 102,499표            | 1위  | 캔자스주 하원의원 당선 |
| 1964년 선거 | 하원의원 (캔자스 제1선거구)  | 89대  | 공화당 | 51.16% | 113,212표            | 1위  | 캔자스주 하원의원 당선 |
| 1966년 선거 | 하원의원 (캔자스 제1선거구)  | 90대  | 공화당 | 68.63% | 97,487표             | 1위  | 캔자스주 하원의원 당선 |
| 1968년 선거 | 상원의원 (캔자스 제3부)      | 91대  | 공화당 | 60.08% | 490,911표            | 1위  | 캔자스주 상원의원 당선 |
| 1974년 선거 | 상원의원 (캔자스 제3부)      | 94대  | 공화당 | 50.85% | 403,983표            | 1위  | 캔자스주 상원의원 당선 |
| 1976년 선거 | 미국의 부통령                | 42대  | 공화당 | 40.71% | 39,197,469표 (241명) | 2위  | 낙선                   |
| 1980년 선거 | 상원의원 (캔자스 제3부)      | 97대  | 공화당 | 63.76% | 598,686표            | 1위  | 캔자스주 상원의원 당선 |
| 1986년 선거 | 상원의원 (캔자스 제3부)      | 100대 | 공화당 | 70.05% | 576,902표            | 1위  | 캔자스주 상원의원 당선 |
| 1992년 선거 | 상원의원 (캔자스 제3부)      | 103대 | 공화당 | 62.70% | 706,246표            | 1위  | 캔자스주 상원의원 당선 |
| 1996년 선거 | 미국의 대통령                | 42대  | 공화당 | 40.71% | 39,197,469표 (159명) | 2위  | 낙선                   |